# José Felipe Padrón
José Felipe Padrón, conocido como “Jojo”, es una personalidad de radio, y productor, actor de voz, locutor y celebridad de televisión. Nació en 1980, en Miami, Florida, donde conoció a Celia Cruz.
De niño fue una personalidad recurrente en el programa televisivo "Sábados Gigantes" con Don Francisco (el programa se había mudado a Miami y Univisión en 1986).
Además, Padrón ha sido actor de voz para caricaturas, y ha ganado dos Emmys

José Felipe Padrón ha actuado para cine y series de televisión Apareció en la película de 1995 “La familia Perez" ("The Perez Family”) y en la película canadiense del 2000 dirigida por Richard Shepard titulada "Mexico City".
Vivió en California, y se trasladó a Arizona y luego a Nuevo México; de ahí se mudó a Texas para trabajar en radio para Univisión.  Es el anfitrión del programa "Jojo al Aire" basado en Houston.